# William Yorzyk
William Albert "Bill" Yorzyk, Jr., född 29 maj 1933 i Northampton, Massachusetts, död 2 september 2020, var en amerikansk simmare.
Yorzyk blev olympisk mästare på 200 meter fjäril vid sommarspelen 1956 i Melbourne.